# 香港基督少年軍
香港基督少年軍（英語：The Boys' Brigade, Hong Kong，縮寫：BBHK）是以基督少年軍的宗旨及格言為基礎，於香港培育青少年人及為基督教教會培育屬靈領袖。截至2025年1月3日，基軍共有411支註冊分隊，各支分隊分別由教會、學校及基督教社會服務機構主辦。

## 宗旨及格言
宗旨
於青少年人之間，擴展基督的國度，同時促進服從、虔誠、紀律及自愛等良好行為，以達成基督化的人格。
宗旨註釋
於青少年人之間，擴展基督的國度：帶領青少年認識耶穌基督，接受基督成為個人救主及生命的主人。
達成基督化人格：引導青少年以基督的品格為模範，學習服從、虔誠、紀律及自愛等生命質素。
格言
我們有這指望，如同靈魂的錨，又堅固，又牢靠。（聖經新約希伯來書6章19節）

## 歷史年表

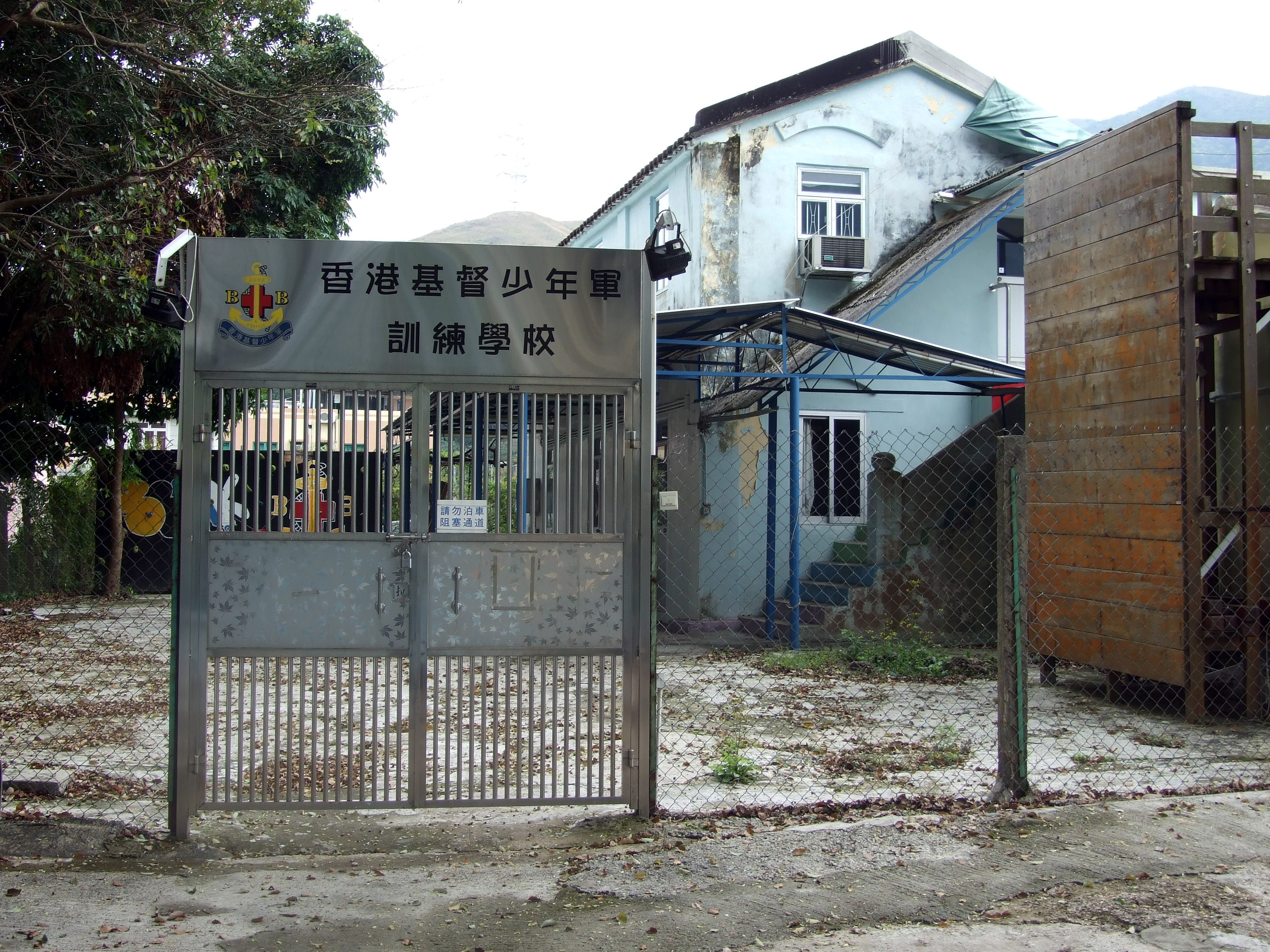
位於林村的訓練學校(已閉幕)

- 1959年，傅利沙（英语：James Milner Fraser）先生、劉義思牧師（Rev Vernon N. J. Lowis）及田柏士博士（Dr. Alfred Deans-Peggs）於香港佑寧堂成立第一分隊。

- 1961年，尖沙咀香港基督教青年會成立第二分隊。

- 1962年，香港區會（The Hong Kong Council of the Boys' Brigade）成立，並為香港所有分隊提供訓練、資源，並協助分隊的運作及發展。

- 1969年，獲公益金及政府撥款資助。

- 1975年，香港區會會址遷往土瓜灣樂民新村。

- 1983年，於特別會員大會通過在基督少年軍香港區之憲章內加入非制服團體服務功能之條文。

- 1984年，香港基督少年軍葵興青少年中心成立，以非制服團體形式提供青少年服務，並接受社會福利署資助。

- 1985年，本會名稱由「基督少年軍香港區會」，正名為「香港基督少年軍」（The Boys' Brigade, Hong Kong）。

- 1986年，香港基督少年軍葵興青少年中心試辦男女混合分隊--第39分隊。這也是全世界第一個男女分隊，在其後發展中，部份地區如馬來西亞及澳門亦開展男女分隊。

- 1988年，正式通過男女混合分隊模式，而此模式亦為全球基督少年軍首度創建。

- 1989年，假烏溪沙青年新村舉行『三十週年邁向明天國際營』

- 1992年，於保良局朱敬文中學成立第一支非基督教學校分隊--第51分隊 （页面存档备份，存于）（現隊址為真理浸信會榮光堂，開設高、中、初、幼級組）；協助澳門發展基督少年軍運動。

- 1994年，假保良局北潭涌渡假營舉行35週年紀念國際營。

- 1998年，第一支幼級組（6至8歲組別）於第56分隊成立。

- 1999年，於12月29日至2000年1月1日假赤柱聖士提反書院舉行『四十週年紀念暨千禧年大露營』，參加人數近500人。

- 2000年，輔助隊正式成立；基於政府推行青少年綜合服務及一校一社工政策，遂接納社會福利署建議將葵興青少年中心轉型為學校社工服務；由社會福利署所資助的學校社工組正式投入服務，為九龍城區四間中學提供駐校輔導服務；成立青少年領袖及義工培訓中心，除了支援制服團隊服務之訓練工作，更為本地青少年提供領袖及義工培訓服務。

- 2004年，第一支融合組別分隊--第165分隊於香港中華基督教青年會盛愛之家庇護工場及宿舍成立；為配合服務不斷拓展，增設副總幹事（訓練及發展）職位（於2006年改名為訓練及拓展）；首次獲社會福利署批准於九龍區舉行賣旗日，為本會發展歷奇訓練中心籌款。當天共招募3,600多名義工，籌得目標款項港幣120萬元；於12月30日至2005年1月2日假香港中華基督教會烏溪沙青年新村舉行「四十五週年國際營」，參加人數超過1,000人。

- 2005年，教統局於2001年至2005年推行「制服團隊計劃」，在這期間本會有130多支分隊開辦，其中80多支為學校分隊，這是香港基督少年軍於學校發展的里程碑；香港基督少年軍訓練學校於大埔林村開幕，為分隊提供一個合適的訓練場地；於九龍區舉行第二次賣旗日，成功招募4,500多名義工，共籌得港幣135萬元；為配合分隊數目增加和服務拓展，再增設另一名副總幹事(行政及發展)職位（於2006年改名為行政及制服團隊）。

- 2006年，於九龍區舉行第三次賣旗日，成功招募5,500多名義工，共籌得港幣150萬元。

- 2007年，在特別會員大會中通過申請公司條例註冊。該年共有240多支分隊，會員人數8,000人。

- 2009年2月於馬灣挪亞方舟博覽館舉行臻訓歷奇訓練中心奉獻禮，與此同時香港基督少年軍訓練及拓展部亦入遷此中心辦公；5月為配合未來發展，服務單位更新名稱。「發展部」更改名稱為「制服團隊部」（Uniformed Group Division）。「青少年領袖及義工培訓中心更改名稱為「訓練及拓展部」(Training & Development Division)，轄下包括兩個單位：臻訓中心、訓練學校。「學校社會工作組」更改名稱為「學校社會工作部」（School Social Work Division）。

- 2019年，香港基督少年軍大埔林村訓練學校閉幕。

## 紀念活動
為紀念基軍創辦人威廉·亞力山大·史勿夫爵士，每年十月的最後一個星期日均會舉辦“創辦人紀念日暨周年大會操”。當日所有香港基督少年軍分隊成員皆會出席，除有會操檢閱外，亦會安排頒獎儀式及周年感恩崇拜等活動。
此外，每年七月底會舉行導師日活動，當日通常會舉行香港基督少年軍有限公司會員大會及晚宴。

## 區委員會
於2009年9月1日正式成立。其成立的目的是要協助分隊工作委員會推行分區化計劃，透過區委員會的架構及模式讓區內分隊能夠共享資源，在活動和隊員訓練上促進分隊間互相合作，加強溝通及關顧，以達至凝聚力量，合一推動基督少年軍運動的目標。
- 香港島及離島區
- 九龍東區
- 九龍中區
- 新界西及九龍西區
- 新界東北區

## 組別

### 一般組別
- 小綿羊：3至5歲或幼小至幼高
- 幼級組：5至8歲或幼高至小三
- 初級組：8至12歲或小三至小六
- 中級組：11至18歲或中學學生
- 高級組：16至21歲或中四以上學生
- 融合組：特殊需要人士

## 獎章

### 小綿羊
- 探索章：積極培訓隊員的務群、紀律、靈性三方面，每個組別共分三級。
- 服務年章：隊員在分隊服務的年資。
- 優秀隊員獎勵章

### 幼級組
- 體驗章：積極培訓隊員的服從、虔誠、紀律及自愛四方面，每個組別共分三級。
- 服務年章：隊員在分隊服務的年資。
- 小綿羊服務銅章：獎勵已考獲小綿羊探索章而升上幼級組的隊員。
- 優秀隊員獎勵章

### 初級組
- 成功章：共分六級，依次為白、綠、紫、藍、紅及金章。
- 服務年章：隊員在分隊服務的年資。
- 幼級組服務銀章：獎勵已考獲幼級組體驗章而升上初級組的隊員。
- 小綿羊服務銅章：獎勵已考獲小綿羊探索章而升上幼級組的隊員。
- 優秀隊員獎勵章

### 中級組
- 目標章：讓隊員認識基督少年軍的各項知識，中級組隊員必須考獲的獎章。
- 專章：共26個不同專科項目的獎章，每個專章共分三級，分類如下：

1. 基督教教育章及步操章；
2. 甲組章(13 個)—藝術章、樂員章、軍號章、通訊章、工藝章、軍鼓章、急救章、興趣章、國際知識章、自然章、風笛章、安全章及社會服務章；
3. 乙組章(11 個)－田徑章、露營章、獨木舟章、遠足章、飛行探知章、拯溺章、體能章、風帆章、海員章、運動員章及游泳章。

- 運動布章：鼓勵隊員在不同的運動項目發展，每三個布章可兌換專章中一級的運動員章。布章不可配帶在制服上。
- 服務年章：隊員在分隊服務的年資。
- 香港青年獎勵計劃獎章：以一定數目的專章兌換香港青年獎勵計劃銅或銀章。
- 初級組服務金章：獎勵已考獲初級組所有成功章，而升上中級組的隊員。
- 幼級組服務銀章：獎勵已考獲幼級組體驗章而升上初級組的隊員。
- 小綿羊服務銅章：獎勵已考獲小綿羊探索章而升上幼級組的隊員。
- 會長章：前稱總督章，鼓勵在專章上有出色表現的隊員。
- 創辦人章：前稱女皇章，中級組的最高榮譽獎章。
- 優秀隊員獎勵紅帶章及優秀隊員獎勵藍帶章
- 中級組小隊長訓練章

1. 小隊長訓練章(銀章)：供完成基本小隊長課程(BNCO)之隊員佩戴
2. 小隊長訓練章(金章)：供完成深資小隊長課程(ANCO)之隊員佩戴

### 高級組
- 專章：共4個獎章（基石章、十架章、橄欖章及荊冕章）
- 服務年章：隊員在分隊服務的年資。
- 中級組服務章：於中級組考獲白肩索資格，可獲頒發此服務章並可佩戴於高級組制服上
- 初級組服務金章：獎勵已考獲初級組所有成功章，而升上中級組的隊員。
- 幼級組服務銀章：獎勵已考獲幼級組體驗章而升上初級組的隊員。
- 小綿羊服務銅章：獎勵已考獲小綿羊探索章而升上幼級組的隊員。

## 外部連結
- 官方网站